# Sebastiano Milan

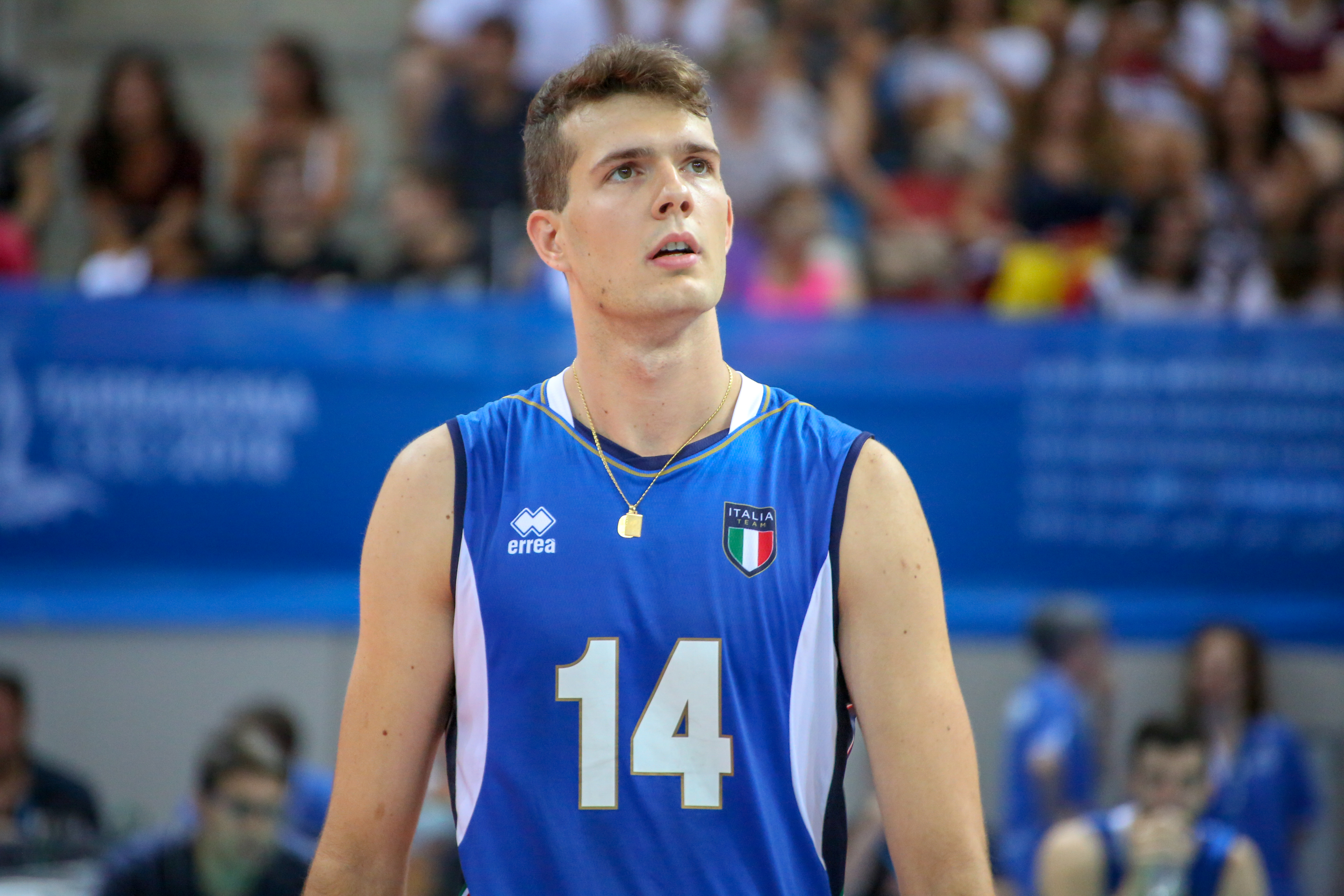
Sebastiano Milan reprezentantem Włoch na Igrzyskach Śródziemnomorskich 2018

Sebastiano Milan (ur. 6 kwietnia 1995 w Treviso) – włoski siatkarz, grający na pozycji przyjmującego. 

## Przebieg kariery
| Lata              | Klub                               | Liga              |                   |                   |                   |                   |                   |                   |                   |                   |
| kariera juniorska | kariera juniorska                  | kariera juniorska | kariera juniorska | kariera juniorska | kariera juniorska | kariera juniorska | kariera juniorska | kariera juniorska | kariera juniorska | kariera juniorska |
| ----------------- | ---------------------------------- | ----------------- | ----------------- | ----------------- | ----------------- | ----------------- | ----------------- | ----------------- | ----------------- | ----------------- |
| 2012–2014         | Club Italia                        | Serie B2          |                   |                   |                   |                   |                   |                   |                   |                   |
| kariera seniorska |                                    |                   |                   |                   |                   |                   |                   |                   |                   |                   |
| 2014–2017         | Tonazzo Padwa                      | Serie A1          |                   |                   |                   |                   |                   |                   |                   |                   |
| 2017–2018         | Cucine Lube Civitanova             | Serie A1          |                   |                   |                   |                   |                   |                   |                   |                   |
| 2018–2019         | Centrale Del Latte Sferc Brescia   | Serie A2          |                   |                   |                   |                   |                   |                   |                   |                   |
| 2019–2020         | Emma Villas Aubay Siena            | Serie A2          |                   |                   |                   |                   |                   |                   |                   |                   |
| 2020–2021         | Kioene Padwa                       | Serie A1          |                   |                   |                   |                   |                   |                   |                   |                   |
| 2021–2022         | Cave del Sole Geomedical Lagonegro | Serie A2          |                   |                   |                   |                   |                   |                   |                   |                   |
| 2022–             | Abba Pineto                        | Serie A3          |                   |                   |                   |                   |                   |                   |                   |                   |

Poziom rozgrywek:
     pierwszy, najwyższy ogólnokrajowy
     drugi
     trzeci
     czwarty
     piąty

## Sukcesy klubowe
Klubowe Mistrzostwa Świata:
- 2017

Liga włoska:
- 2018

Liga Mistrzów:
- 2018

## Sukcesy reprezentacyjne
Mistrzostw Świata Juniorów:
- 2013

Mistrzostwa Świata U-23:
- 2015

Igrzyska Śródziemnomorskie:
- 2018

Letnia Uniwersjada:
- 2019